# Giuseppe Lamastra
Giuseppe Lamastra (1984) es un deportista italiano que compite en triatlón y duatlón.
Ganó dos medallas de bronce en el Campeonato Mundial de Triatlón de Invierno en los años 2016 y 2021, y dos medallas de plata en el Campeonato Europeo de Triatlón de Invierno en los años 2019 y 2020. Además, obtuvo una medalla de oro en el Campeonato Europeo de Duatlón Campo a Través de 2021.

## Palmarés internacional
| Campeonato Mundial | Campeonato Mundial            | Campeonato Mundial | Campeonato Mundial |
| Año                | Lugar                         | Medalla            | Prueba             |
| ------------------ | ----------------------------- | ------------------ | ------------------ |
| 2016               | Zeltweg (Austria)             | Medalla de bronce  | Individual         |
| 2021               | San Julián de Loria (Andorra) | Medalla de bronce  | Individual         |
| Campeonato Europeo |                               |                    |                    |
| Año                | Lugar                         | Medalla            | Prueba             |
| 2019               | Cheile Gradistei (Rumania)    | Medalla de plata   | Individual         |
| 2020               | Cheile Gradistei (Rumania)    | Medalla de plata   | Individual         |

| Campeonato Europeo | Campeonato Europeo | Campeonato Europeo | Campeonato Europeo |
| Año                | Lugar              | Medalla            | Prueba             |
| ------------------ | ------------------ | ------------------ | ------------------ |
| 2021               | Andalo (Italia)    | Medalla de oro     | Individual         |